# Rada Narodowa (Słowacja)
Rada Narodowa Republiki Słowackiej (słow. Národná rada Slovenskej republiky, NR SR) – jednoizbowy parlament Słowacji. Tworzy ją 150 deputowanych wybieranych na czteroletnią kadencję w wyborach powszechnych. Siedzibą obrad jest budynek Rady Narodowej w Bratysławie.

## Zobacz także
- Lista przewodniczących parlamentu Słowacji